# 岩古谷山
岩古谷山（いわこややま、いわごやさん）は、愛知県北設楽郡設楽町にある山である。

## 概要
北設楽郡設楽町にある山。標高799m。大鈴山の南・鞍掛山の北に位置する。東海自然歩道が通っており三大難所の一つとなっている。二千万年前に噴火したとされる設楽火山の溶岩からなり、圧倒される険しい山容である。
登山道は堤石峠を経由するコース・国道473号堤石トンネルから直登するコース・鞍掛山から縦走する東海自然歩道コースがあるが、いずれも険しい道である。とくに直登コースは傾斜が大きく、登山道には鎖が張られている。また男滝・女滝という絶壁が存在する。また東海自然歩道コースはデイサイト質だが風化が激しく、崩落を繰り返した結果稜線は鋸状になっているため起伏が多い。
「北設山岳公園岩古谷山」として、愛知県指定名勝となっている。
- 和市側からの登り道
- 頂上付近からの眺望
- 右側が岩古谷山